# Christoph Schroeder
Christoph Schroeder (auch Schröder, * 1958) ist ein Linguist und Hochschullehrer an der Universität Potsdam.

## Leben
Christoph Schröder studierte Deutsch als Fremdsprache, Anglistik und Linguistik an der Universität Bremen. Nach der Promotion in Bremen 1995 war an den Universitäten Oldenburg, Bremen, Essen und Osnabrück tätig. Nach der Habilitation (Sprachwissenschaft, kontrastive Linguistik) an der Universität Osnabrück 2004 war er Gastprofessor an der Universität Zypern (2004) und Professor für Sprachwissenschaft an der İstanbul Bilgi Üniversitesi (2005–2007). Seit dem Wintersemester 2007 lehrt er als Professor für Deutsch als Zweit- und Fremdsprache am Institut für Germanistik der Universität Potsdam.
Seine Forschungsinteressen sind Schriftspracherwerb im Kontext von Migration und Mehrsprachigkeit, Sprachkontakt, Sprachenpolitik und gesellschaftliche Mehrsprachigkeit und Linguistik des Türkischen.
Vor seiner Promotion hat Schröder einen Reiseführer veröffentlicht.

## Veröffentlichungen (Auswahl)
- Christoph Schroeder (Hrsg.): Mit dem Fahrrad nach Istanbul. Radwandern in Ungarn, Jugoslawien, Bulgarien, Griechenland und Türkei. Mundo, Rieden 1989.[3]